# امپراس واک
امپراس واک یک مجتمع مسکونی و دست فروشی گسترده کانادایی در تورنتو ، انتاریو ، کانادا می باشد. این در چهار راه خیابان یونگ و خیابان امپراس در ناحیه نورث یورک سنتر در منطقه نورث یورک واقع شده است و از جانب بساط دهنده کانادایی منکس توسعه با مسئولیت محدود گسترش پیدا کرده است. فاز اول در سال ۱۹۹۷ و فاز دوم در سال ۲۰۰۰ کامل شد. بعد از ساخت آن به یک مجتمع دست فروشی اصلی در نورث یورک تبدیل گردید.
سکوی این مجموعه یک مرکز خرید ۳ طبقه می باشد. مساحت آن ۲۴۰٬۰۰۰ فوت مربع (۲۲٬۰۰۰ متر مربع) ۹۵ فوت (۲۹ متر) گنبد، که پر وسعت ترین پله برقی بدون حامی در آمریکای شمالی را برای دسترسی به سالن سینما از طبقه همکف متمایز می کند. یک مولتی پلکس فیلم سینپلکس انترتینمنت با ۳,۰۳۵ صندلی موجود می باشد که دارای یک تئاتر مترقی آی مکس می باشد. 

## تاریخ
از دهه ۱۹۷۰، مل لاستمن ، دیپلمات بومی قصد داشت مرکز نیویورک را به مرکز شهر دوم تورنتو تعویض نماید. تا سال ۱۹۹۸، شهری جدا از تورنتو با حکومت ناحیه ای متروپولیتن تورنتو. لاستمان موجی از پیشنهاد های توسعه را شروع نمود که در انتها منجر به ساخت تعداد بساری از ساختمان بلندمرتبه و حکومتی در امتداد خیابان یانگ شد که منجر به تشکیل مرکز نورث یورک در کوی بزرگ‌تر ویلودیل گردید.
منکس توسعه با مسئولیت محدود. بسیاری از مجتمع های کاندومینیوم را در مرکز نورث یورک از غبیل میدان گیبسون، اولتیما، برادوی آماده کرد. در سرآغاز این توسعه را در روز های نخست دهه ۱۹۹۰ پیشنهاد نمود، مرکز هنرهای تورنتو و پیشرفت‌های نظیری در آن هنگام در نورث یورک در حال انجام بود. در روز های میانی دهه ۱۹۹۰ ، منکس پیشنهادی برای یک مرکز خرید و مجتمع مسکونی در مرکز نورث یورک سنتر عرضه نمود. این حرکت مقارن شد با آمیختن تورنتو در سال ۱۹۹۸ که در آن شهرهای اطراف و یک کوی قسمتی از شهر تورنتو شدند.  